# مديرية كحلان عفار

تعديل مصدري - تعديل

بني جرم في مديرية كحلان عفار :
إحدى مديريات محافظة حجة في اليمن. بلغ عدد سكانها 40333 نسمة عام 2004. تضم ثماني عزل.

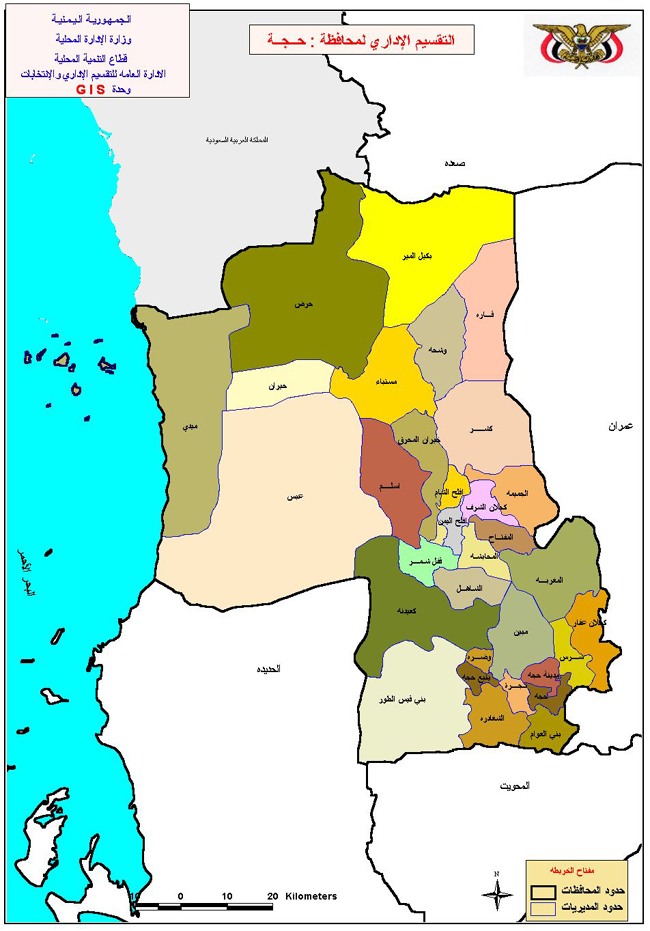
موقع مديرية كحلان عفار في محافظة حجة